# Giải Điện ảnh Critics' Choice cho ca khúc trong phim hay nhất
Giải BFCA cho ca khúc trong phim hay nhất là một trong các giải của BFCA dành cho ca khúc trong phim, được bầu chọn là hay nhất. Giải này được lập từ năm 1998.

## Các ca khúc đoạt giải & được đề cử

### Thập niên 1990
- 1998 – "When You Believe" - The Prince of Egypt
- 1999 – "Music of My Heart" - Music of the Heart

### Thập niên 2000
- 2000: "My Funny Friend và Me", Sting - The Emperor's New Groove
- 2001: "May It Be", Enya - The Lord of the Rings: The Fellowship of the Ring
  - "Vanilla Sky", Paul McCartney - Vanilla Sky
  - "Until", Sting - Kate và Leopold
- 2002 – "Lose Yourself", Eminem - 8 Mile
  - "Father và Daughter", Paul Simon - The Wild Thornberrys Movie
  - "Hero", Nickelback - Spider-Man
- 2003 – "A Mighty Wind", Christopher Guest, Michael McKean, Eugene Levy - A Mighty Wind
  - "Man of the Hour", Eddie Vedder; biểu diễn bởi Pearl Jam - Big Fish
  - "School of Rock", Sammy James, Mike White; Jack Black biểu diễn - School of Rock
  - "The Heart of Every Girl", Elton John - Mona Lisa Smile
  - "Time Enough for Tears", Bono, Gavin Friday, Maurice Seezer; vàrea Corr biểu diễn - In America
- 2004 – "Old Habits Die Hard", Mick Jagger & Dave Stewart - Alfie
  - "Accidentally in Love", Counting Crows - Shrek 2
  - "Believe", Josh Groban - The Polar Express
- 2005: "Hustle & Flow" của Terrence Howard - Hustle & Flow
  - "A Love That Will Never Grow Old" của Emmylou Harris - Brokeback Mountain
  - "Same in Any Language" của I Nine - Elizabethtown
  - "Seasons of Love" của Tracie Thoms, Jesse L. Martin và toàn bộ vai diễn - Rent
  - "Travelin' Thru" của Dolly Parton - Transamerica
- 2006: "Listen" của Beyoncé - Dreamgirls
  - "I Need To Wake Up" của Melissa Etheridge - An Inconvenient Truth
  - "My Little Girl" của Tim McGraw - Flicka
  - "The Neighbor" của Dixie Chicks - Shut Up và Sing
  - "Never Gonna Break My Faith" của Aretha Franklin & Mary J. Blige - Bobby
  - "Ordinary Miracle" của Sarah McLachlan - Charlotte's Web
- 2007: "Falling Slowly" của Glen Hansard & Marketa Irglova- Once
- 2008: "The Wrestler", Bruce Springsteen biểu diễn - The Wrestler
  - "Another Way to Die", Alicia Keys & Jack White biểu diễn - Quantum of Solace
  - "Down to Earth", Peter Gabriel biểu diễn - WALL·E
  - "I Thought I Lost You", Miley Cyrus & John Travolta biểu diễn - Bolt
  - "Jai Ho", Sukhwinder Singh biểu diễn - Slumdog Millionaire

### Thập niên 2010
- 2010: "If I Rise" biểu diễn bởi Dido và A.R. Rahman - 127 Hours
  - "I See the Light" biểu diễn bởi Mandy Moore và Zachary Levi - Công chúa tóc mây
  - "Shine" biểu diễn bởi John Legend - Waiting for "Superman"
  - "We Belong Together (Randy Newman song)" biểu diễn bởi Randy Newman - Câu chuyện đồ chơi 3
  - "You Haven't Seen the Last of Me" biểu diễn bởi Cher - Burlesque
- 2011: "Life's a Happy Song" biểu diễn bởi Jason Segel, Amy Adams, và Walter - The Muppets
  - "Hello Hello" biểu diễn bởi Elton John và Lady Gaga - Gnomeo và Juliet
  - "Man or Muppet" biểu diễn bởi Jason Segel và Walter (Peter Linz) - The Muppets
  - "Pictures in My Head" biểu diễn bởi Kermit the Frog và The Muppets - The Muppets
  - "The Living Proof" biểu diễn bởi Mary J. Blige - The Help
- 2012: "Skyfall" — biểu diễn bởi Adele, sáng tác bởi Adele & Paul Epworth – Tử địa Skyfall
  - "For You" — biểu diễn bởi Keith Urban, sáng tác bởi Monty Powell & Keith Urban – Act of Valor
  - "Still Alive" — biểu diễn bởi Paul Williams, sáng tác bởi Paul Williams – Paul Williams Still Alive
  - "Suddenly" — biểu diễn bởi Hugh Jackman, sáng tác bởi Claude-Michel Schonberg & Alain Boublil & Herbert Kretzmer – Những người khốn khổ
  - "Learn Me Right" — biểu diễn bởi Birdy with Mumford & Sons, sáng tác bởi Mumford & Sons – Công chúa tóc xù
- 2013: "Let It Go" biểu diễn bởi Idina Menzel, sáng tác bởi Robert Lopez và Kristen Anderson-Lopez – Nữ hoàng băng giá
  - "Atlas" biểu diễn và sáng tác bởi Coldplay – Đấu trường sinh tử: Bắt lửa
  - "Happy" biểu diễn và sáng tác bởi Pharrell Williams – Kẻ trộm mặt trăng 2
  - "Ordinary Love" biểu diễn và sáng tác bởi U2 – Mandela: Long Walk to Freedom
  - "Please Mr. Kennedy" biểu diễn bởi Adam Driver, Oscar Isaac và Justin Timberlake; sáng tác bởi Ed Rush, George Cromarty, T Bone Burnett, Justin Timberlake, Coen brothers – Inside Llewyn Davis
  - Young và Beautiful" biểu diễn và sáng tác bởi Lana Del Rey – Đại gia Gatsby
- 2014: "Glory" — biểu diễn và sáng tác bởi Common & John Legend – Selma
  - "Big Eyes" — biểu diễn và sáng tác bởi Lana Del Rey – Big Eyes
  - "Everything Is Awesome" — biểu diễn bởi Tegan và Sara cùng với The Lonely Island, sáng tác bởi Shawn Patterson, Joshua Bartholomew, Lisa Harriton & The Lonely Island – The Lego Movie
  - "Lost Stars" — biểu diễn bởi Keira Knightley, sáng tác bởi Gregg Alexander, Danielle Brisebois, Nick Lashley và Nick Southwood – Begin Again
  - "Yellow Flicker Beat" — biểu diễn bởi Lorde, sáng tác bởi Lorde & Joel Little – The Hunger Games: Húng nhại – Phần 1